# Телаві (футбольний клуб)
«Телаві» (груз. საფეხბურთო კლუბი თელავი) — грузинський футбольний клуб з Телаві. Заснований 2016 року.

## Історія
Клуб заснований у 2016 році колишніми футболістами Іраклієм Вашакідзе, Сосо Грішікашвілі та Олександром Амісулашвілі. У свій дебютний сезон клуб в Регіональній лізі здобув право виступати в Лізі Меоре. Наступного року вони фінішували другими в білій групі, а в плей-оф здолали «Гурію» 3-2.
У 2018 році «Телаві» закріпився у Лізі Пірвелі. У Кубку Грузії обіграв, зокрема «Ділу», а в півфіналі поступився майбутнім володарям Кубку «Торпедо» (Кутаїсі).
Наступного року команда продовжила шлях до найвищого дивізіону здолавши цього разу у плей-оф «Руставі» в двох матчах 2-1 та 1-0.
Напередодні 2020 «Телаві» посилився дев'ятьма грузинськими гравцяма та чотирма легіонерами. За підсумками першого сезону клуб лише двічі зазнав поразки але при цьому в активі мав чотири перемоги та дванадцять нічиїх та фінішував на шостому місці. У 2021 команда посіла шосте місце. На сходинку нижче фінішували за результатами сезону 2022 року.

## Стадіон
Домашнею ареною команди є стадіон імені Гіві Чохелі, що вміщує 12 000 глядачів.